# Liste der denkmalgeschützten Objekte in Kötschach-Mauthen
Die Liste der denkmalgeschützten Objekte in Kötschach-Mauthen enthält die 30 denkmalgeschützten, unbeweglichen Objekte der Kärntner Gemeinde Kötschach-Mauthen.

## Denkmäler
| Foto |                 | Denkmal                                                                                      | Standort                                        | Beschreibung | Metadaten |
| ---- | --------------- | -------------------------------------------------------------------------------------------- | ----------------------------------------------- | --- | --- |
| ja   | Datei hochladen | Ehem. Amtshaus der Herrschaft Pittersberg HERIS-ID: 24078 Objekt-ID: 20451seit 2013          | Kötschach 1 Standort KG: Kötschach              | Das schlossartige dreigeschoßige Gebäude am Marktplatz stammt aus der Mitte des 16. Jahrhunderts, wurde später aber erneuert. Es diente als Sitz des Landgerichts der Herrschaft Pittersberg, später als Sitz des Bezirksgerichts. An der neunachsigen der Kirche zugewandten Fassade, deren Fenster mit Malereien verziert sind, befinden sich zwei Wandgemälde: Wappen (1713) und Engelsturz (1814); die übrigen drei Seiten des Hauses sind schmucklos. Angebaut an das Gebäude ist ein rundbogiges Quaderportal, das von der Burgruine Pittersberg stammt. | BDA-Hist.: Q37881591 Status: Bescheid Stand der BDA-Liste: 2025-06-30 Name: Ehem. Amtshaus der Herrschaft Pittersberg GstNr.: .29/1 Ehem. Amtshaus der Herrschaft Pittersberg                               |
| ja   | Datei hochladen | Pfarrhof HERIS-ID: 24072 Objekt-ID: 20445                                                    | Kötschach 27 Standort KG: Kötschach             | Das Gebäude wurde 1715 anstelle des ehemaligen Pfarrhofs als Kloster des Servitenkonvents durch Fürst Hannibal Alfons Emanuel von Porcia und Franz von Walter zu Habstenburg und Frankenegg errichtet. Der langgestreckte, zweigeschoßige Trakt grenzt an den Chor der Pfarrkirche an. Die gemalten spätbarocken Tür- und Fensterrahmen wurden erneuert. Im Refektorium befinden sich zwei Gemälde von Johann Michael Strickner aus der Mitte des 18. Jahrhunderts, die die Versuchung Jesu und Jesus am Jakobsbrunnen darstellen. | BDA-Hist.: Q37881488 Status: § 2a Stand der BDA-Liste: 2025-06-30 Name: Pfarrhof GstNr.: .66 |
| ja   | Datei hochladen | Kienze-Kapelle Maria Hilf HERIS-ID: 24080 Objekt-ID: 20453                                   | bei Kreuth 3 Standort KG: Kötschach             | Die 1822/23 errichtete Kapelle ist ein rechteckiger Bau mit wuchtigem Schopfwalmdach. An der Fassade befinden sich Wandmalereien (Madonna, Erzengel Michael). Zur Einrichtung zählen ein kleiner spätklassizistischer Säulenaltar aus Stuckmarmor und Votivbilder. | BDA-Hist.: Q37881610 Status: Bescheid Stand der BDA-Liste: 2025-06-30 Name: Kienze-Kapelle Maria Hilf GstNr.: .202/9                                                                                        |
| ja   | Datei hochladen | Höhensiedlung und Ruine Pittersberg HERIS-ID: 24083 Objekt-ID: 20456                         | Laas Standort KG: Kötschach                     | Die 1252 urkundlich erwähnte Burg verfällt seit dem 16. Jahrhundert. Neben Resten des romanischen Bergfrieds sind noch Teile einer Zwingermauer und eine kreisförmige Zisterne vorhanden. | BDA-Hist.: Q1015452 Status: Bescheid Stand der BDA-Liste: 2025-06-30 Name: Höhensiedlung und Ruine Pittersberg GstNr.: 1398/1 Burgruine Pittersberg                                                         |
| ja   | Datei hochladen | Kath. Filialkirche hl. Andreas HERIS-ID: 24081 Objekt-ID: 20454                              | bei Laas 7 Standort KG: Kötschach               | Die in der ersten Hälfte des 16. Jahrhunderts errichtete spätgotische Kirche ist von einer Friedhofsmauer umgeben. Bemerkenswert sind außen die phantasievoll gestalteten Strebepfeiler und Portale, sowie im Inneren die Schlingrippengewölbe mit bemalten Schlusssteinen und gemalten spätgotischen Blütenranken in den Gewölbefeldern. An der Südwand des Langhauses befindet sich ein großes Christophorusgewölbe aus der Bauzeit der Kirche. Zur Einrichtung zählen Hauptaltar (hl. Andreas, um 1680), Seitenaltäre (hl. Bartholomäus, um 1700; bzw. Gekreuzigter, 1655), Kanzel, sowie einige Schnitzfiguren Gemälde.                                                                                     | BDA-Hist.: Q1799351 Status: § 2a Stand der BDA-Liste: 2025-06-30 Name: Kath. Filialkirche hl. Andreas GstNr.: .158 Filialkirche Laas                                                                        |
| ja   | Datei hochladen | Schloss Mandorf HERIS-ID: 24084 Objekt-ID: 20457                                             | Mandorf 1 Standort KG: Kötschach                | Das an der dreigeschoßigen 8-achsigen Südfassade mit der Jahreszahl 1520 bezeichnete Schloss ist ein wuchtiger spätgotischer Bau. An der Nordseite befindet sich ein spitzbogiges Portal. In der netzgratgewölbten Vorhalle sind Wandmalereien: vier Wappen. | BDA-Hist.: Q991632 Status: Bescheid Stand der BDA-Liste: 2025-06-30 Name: Schloss Mandorf GstNr.: 862 Schloss Mandorf, Kötschach-Mauthen                                                                    |
| ja   | Datei hochladen | Persönlichkeitsdenkmal Franz Freiherr von Schmidt Zabierow HERIS-ID: 24076 Objekt-ID: 20449  | Plöckenpass Straße Standort KG: Kötschach       | Das Denkmal mit einem Bronzemedaillon auf einem Pyramidenstumpf ehrt Franz Freiherr von Schmidt-Zabierow, der 1891–1897 die Gailbergstraße erbauten ließ. Das Reliefporträt stammt von Jakob Wald. | BDA-Hist.: Q37881549 Status: § 2a Stand der BDA-Liste: 2025-06-30 Name: Persönlichkeitsdenkmal Franz Freiherr von Schmidt Zabierow GstNr.: 123/2 Persönlichkeitsdenkmal Franz Freiherr von Schmidt Zabierow |
| ja   | Datei hochladen | Kath. Pfarrkirche Unsere Liebe Frau HERIS-ID: 24071 Objekt-ID: 20444                         | Standort KG: Kötschach                          | Die spätgotische dreischiffige Hallenkirche mit Strebepfeilern wurde im ersten Drittel des 16. Jahrhunderts errichtet, unter Einbeziehung einiger Mauern eines in den Türkenkriegen zerstörten Vorgängerbaus. Die Kirche hat einen mächtigen Westturm mit Mauerschlitzen, und einen Langchor mit 5/8-Schluss. Bemerkenswert gewölbte Halle: Netzgewölbe aus Schlingrippensternen. Der spitzbogige Triumphbogen ist reich profiliert. An den Chorwänden befinden sich Fresken aus dem 15. Jahrhundert. Zur Einrichtung gehören der klassizistische Hochaltar von 1833, zwei Rokokowandaltäre im Chor, zwei Seitenaltäre, die ebenso wie die Rokokokanzel aus dem 18. Jahrhundert stammen, und einige Grabsteine. | BDA-Hist.: Q2082764 Status: § 2a Stand der BDA-Liste: 2025-06-30 Name: Kath. Pfarrkirche Unsere Liebe Frau GstNr.: .65/1 Pfarrkirche Kötschach                                                              |
| ja   | Datei hochladen | Kath. Filialkirche hl. Johannes Nepomuk im (Einsiedler)Wald HERIS-ID: 24073 Objekt-ID: 20446 | Einsiedler Wald Standort KG: Kötschach          | Die 1720 erbaute Kapelle mit 3/8-Schluss, großer Vorhalle und hölzernem Dachreiter beinhaltet eine hölzerne Westempore, barocke Deckengemälde, und einen Altar aus dem Jahr 1742. | BDA-Hist.: Q1309089 Status: § 2a Stand der BDA-Liste: 2025-06-30 Name: Kath. Filialkirche hl. Johannes Nepomuk im (Einsiedler)Wald GstNr.: .18 Einsiedelkirche (Kötschach)                                  |
| ja   | Datei hochladen | Evangelische Friedenskirche HERIS-ID: 24074 Objekt-ID: 20447                                 | bei Kötschach 206 Standort KG: Kötschach        | Die evangelische Friedenskirche wurde 1963 erbaut und geweiht. Nach ursprünglichen Entwurf von Roland Rainer war ein einfacher Saalbau vorgesehen. Nach einer Planänderung wurde die Kirche mit asymmetrischem Zeltdach gebaut. | BDA-Hist.: Q37881518 Status: § 2a Stand der BDA-Liste: 2025-06-30 Name: Evangelische Friedenskirche GstNr.: 485/3 Evangelische Kirche Kötschach-Mauthen                                                     |
| ja   | Datei hochladen | Friedhofskapelle Sieben Schmerzen Mariae HERIS-ID: 24075 Objekt-ID: 20448                    | Standort KG: Kötschach                          | Die Friedhofskapelle „Sieben Schmerzen Marie“ ist ein kleiner neugotischer Bau, der 1987 von der Architektin Veronika Keckstein als Aufbahrungshalle adaptiert wurde. | BDA-Hist.: Q37881533 Status: § 2a Stand der BDA-Liste: 2025-06-30 Name: Friedhofskapelle Sieben Schmerzen Mariae GstNr.: .218 Friedhofskapelle Kötschach                                                    |
| ja   | Datei hochladen | Wegkapelle, Auenstöckl HERIS-ID: 24077 Objekt-ID: 20450                                      | Standort KG: Kötschach                          | Die Kapelle hat einen kleinen hölzernen Glockenturm und ein vorgezogenes Laubendach. Sie wurde Ende 18. oder Anfang 19. Jahrhundert errichtet und beinhaltet eine barocke Pietà und vier Betstühle. | BDA-Hist.: Q37881569 Status: § 2a Stand der BDA-Liste: 2025-06-30 Name: Wegkapelle, Auenstöckl GstNr.: 123/1 Auenstöckl, Kötschach                                                                          |
| ja   | Datei hochladen | Wohnhaus, Ehem. Haus Titzen-Ander HERIS-ID: 24102 Objekt-ID: 20475                           | Mauthen 45 Standort KG: Mauthen                 | Das Titzen-Ander-Haus ist ein dreigeschoßiger Bau aus dem 16. Jahrhundert mit Rahmenmalereien aus der ersten Hälfte des 18. Jahrhunderts um Tor und Fenster nach der Art der Lesachtaler Bauernhöfe. Die Räume haben Kreuzgratgewölbe mit angeputzten Graten. | BDA-Hist.: Q37881826 Status: Bescheid Stand der BDA-Liste: 2025-06-30 Name: Wohnhaus, Ehem. Haus Titzen-Ander GstNr.: .89 Mauthen 45                                                                        |
| ja   | Datei hochladen | Pfarrhof HERIS-ID: 23128 Objekt-ID: 19476                                                    | Mauthen 46 Standort KG: Mauthen                 | Der Pfarrhof ist ein zweigeschoßiger, kubischer Bau mit Walmdach, Eckerker und Balkon. Die Fassade wurde Anfang des 20. Jahrhunderts erneuert. | BDA-Hist.: Q37874354 Status: § 2a Stand der BDA-Liste: 2025-06-30 Name: Pfarrhof GstNr.: .94 Pfarrhof Mauthen                                                                                               |
| ja   | Datei hochladen | Turm bei Maria Schnee HERIS-ID: 24101 Objekt-ID: 20474                                       | Spähbühel Standort KG: Mauthen                  | Der noch zwei Meter hohe Turm aus unregelmäßigen Bruchsteinmauerwerk an der zweiten Kehre der Plöckenpass Straße war Teil einer spätantiken Befestigungsanlage, die vermutlich im 4. Jahrhundert errichtet und vermutlich im 6. Jahrhundert wieder aufgegeben wurde. Die Anlage diente zur Sicherung der Via Julia Augusta. | BDA-Hist.: Q37881808 Status: Bescheid Stand der BDA-Liste: 2025-06-30 Name: Turm bei Maria Schnee GstNr.: .105, 1396/1, 1400, 207/3, 211, 210 Turm bei Maria Schnee                                         |
| ja   | Datei hochladen | Persönlichkeitsdenkmal Oswald Nischelwitzer HERIS-ID: 23109 Objekt-ID: 19457                 | Standort KG: Mauthen                            | Das 1897/98 von Jakob Wald errichtete Denkmal ehrt Oswald Nischelwitzer (1811–1894), Bürgermeister von Mauthen, Landtags- und Reichstagsabgeordneter, Parlamentspräsident nach dem Übergang von der absoluten zur konstitutionellen Monarchie. In den 1960er-Jahren wurde es an seinen heutigen Platz versetzt. | BDA-Hist.: Q37874325 Status: § 2a Stand der BDA-Liste: 2025-06-30 Name: Persönlichkeitsdenkmal Oswald Nischelwitzer GstNr.: 1367/14 Oswald Nischelwitzer monument, Mauthen                                  |
| ja   | Datei hochladen | Marktstein HERIS-ID: 23110 Objekt-ID: 19458                                                  | Standort KG: Mauthen                            | Mit polygonalen Schaft und einer Kugel als Aufsatz. | BDA-Hist.: Q37874339 Status: § 2a Stand der BDA-Liste: 2025-06-30 Name: Marktstein GstNr.: 1367/14 |
| ja   | Datei hochladen | Kath. Pfarrkirche hl. Markus HERIS-ID: 24098 Objekt-ID: 20471                                | Standort KG: Mauthen                            | Der Kern des Langhauses sowie der östliche Eingangsturm mit Mauerschlitzen – ein ehemaliger Chorturm – stammen aus dem 13. Jahrhundert. Die profilierten spitzbogigen Portale an der Ost- und Südseite der Kirche deuten drauf hin, dass man die Kirche in der Spätgotik umorientierte. 1742 erfolgte ein westlicher Chorzubau, außerdem wurde im Barock das nördliche Seitenschiff angebaut. An der Südwand der Kirche befinden sich Wandmalereien, ebenso im netzrippengewölbten Langhaus. Der Hauptaltar im Rokokostil mit Opfergangsportalen stammt aus der Mitte des 18. Jahrhunderts, die Seitenaltäre sind noch etwa 100 Jahre älter. In der Kirche befinden sich auch drei Wappengrabplatten.           | BDA-Hist.: Q2082830 Status: § 2a Stand der BDA-Liste: 2025-06-30 Name: Kath. Pfarrkirche hl. Markus GstNr.: .1 Pfarrkirche Mauthen                                                                          |
| ja   | Datei hochladen | Kath. Filialkirche Maria Schnee HERIS-ID: 24099 Objekt-ID: 20472                             | Mauthen Standort KG: Mauthen                    | Die Wallfahrtskirche an der Plöckenpass Straße wurde um 1710 erbaut, aus jener Zeit stammen der Hochaltar und die Seitenaltäre. Bei der Erweiterung 1843 erhielt die Kirche den hölzernen Dachreiter und die von Christoph Brandstätter stammenden Malereien an der Flachdecke. In der Kirche befinden sich zahlreiche Votivbilder aus dem 18. und 19. Jahrhundert. | BDA-Hist.: Q1304743 Status: § 2a Stand der BDA-Liste: 2025-06-30 Name: Kath. Filialkirche Maria Schnee GstNr.: .105 Wallfahrtskirche Maria Schnee in Kötschach-Mauthen                                      |
| ja   | Datei hochladen | Friedhof christlich HERIS-ID: 23108 Objekt-ID: 19456                                         | Standort KG: Mauthen                            | Der Friedhof hat eine Abteilung für 771 Gefallene des Gebirgskriegs in den Karnischen Alpen, darunter auch der Hauptmann des Generalstabes August Galateo. | BDA-Hist.: Q37874314 Status: § 2a Stand der BDA-Liste: 2025-06-30 Name: Friedhof christlich GstNr.: 491/2, 491/3, 518 Friedhof Mauthen                                                                      |
| ja   | Datei hochladen | Friedhofskapelle hl. Maria HERIS-ID: 24103 Objekt-ID: 20476                                  | Standort KG: Mauthen                            | Die der heiligen Maria geweihte Friedhofskapelle ist ein einfacher Langbau mit 3/8-Schluss aus dem 18. Jahrhundert. Die flach gedeckte Kapelle ist mit barocken Malereien ausgestattet. An der Eingangswand ist das Jüngste Gericht abgebildet. Die Grisaillen in den Gewölbezwickeln wurden 1910 renoviert. In einem Glasschrein steht eine Marienfigur aus dem 18. Jahrhundert. | BDA-Hist.: Q37881840 Status: § 2a Stand der BDA-Liste: 2025-06-30 Name: Friedhofskapelle hl. Maria GstNr.: .103 Friedhofskapelle Mauthen                                                                    |
| ja   | Datei hochladen | Herz Jesu-Kapelle HERIS-ID: 11387 Objekt-ID: 7477seit 2013                                   | Gentschach Standort KG: Strajach                | Die kleine Kapelle mit halbrundem Chorschluss und westlichem Dachreiter wurde laut Inschrift am Triumphbogen im Jahr 1856 erbaut. In ihr befinden sich ein Altar mit einer Herz-Jesu-Figur in der Mittelnische, umgeben von den Figuren hl. Maria und hl. Josef, eine Lourdesnische, und eine neugotische Figurengruppe Unterricht Mariae. | BDA-Hist.: Q38099223 Status: Bescheid Stand der BDA-Liste: 2025-06-30 Name: Herz Jesu-Kapelle GstNr.: .85/3 Herz-Jesu-Kapelle (Gentschach)                                                                  |
| ja   | Datei hochladen | Kath. Filialkirche hll. Ulrich und Martin HERIS-ID: 24090 Objekt-ID: 20463                   | Podlanig Standort KG: Strajach                  | Die von der Friedhofsmauer umschlossene Filialkirche ist eine einfache spätgotische Anlage vom Anfang des 16. Jahrhunderts. Langhaus und Chor weisen ein Netzrippengewölbe auf. An der Nordwand des Chores sind Wandmalereien aus der Mitte des 17. Jahrhunderts zu sehen. Der bemerkenswerte barocke Hochaltar stammt vom Ende des 17. Jahrhunderts. | BDA-Hist.: Q37881696 Status: § 2a Stand der BDA-Liste: 2025-06-30 Name: Kath. Filialkirche hll. Ulrich und Martin GstNr.: .1 Filialkirche Ulrich und Martin, Lesachtal                                      |
| ja   | Datei hochladen | Gasthof zum goldenen Löwen HERIS-ID: 24088 Objekt-ID: 20461                                  | St. Jakob im Lesachtal 12 Standort KG: Strajach | Die Fassade des stark erneuerten zweigeschoßigen Hauses mit flachem Schopfwalmdach stammt aus der Mitte des 18. Jahrhunderts; die Mauern sind im Kern jedoch älter. | BDA-Hist.: Q37881671 Status: Bescheid Stand der BDA-Liste: 2025-06-30 Name: Gasthof zum goldenen Löwen GstNr.: .32                                                                                          |
| ja   | Datei hochladen | Kath. Pfarrkirche hl. Jakob und Friedhof HERIS-ID: 24086 Objekt-ID: 20459                    | St. Jakob im Lesachtal Standort KG: Strajach    | Eine Kirche wurde 1376 urkundlich genannt, doch stammt der jetzige spätgotische Kirchenbau aus dem Anfang des 16. Jahrhunderts, und wurde 1688 zur Pfarrkirche erhoben. Die Kirche hat ein spitzbogiges Westportal, einen Turm mit mächtigem Unterbau mit Schlitzöffnungen, und ein Christophorus-Fresko an der Südfassade. Einige Schnitzfiguren am Hoch- und am Seitenaltar stammen noch aus der Bauzeit der Kirche; der Hochaltar selber ist vom Ende des 18. Jahrhunderts, der neobarocke Seitenaltar von 1871. Die neugotische Orgel von 1914 stammt von Alois Fuetsch. | BDA-Hist.: Q20754117 Status: § 2a Stand der BDA-Liste: 2025-06-30 Name: Kath. Pfarrkirche hl. Jakob und Friedhof GstNr.: .24 Pfarrkirche St. Jakob im Lesachtal                                             |
| ja   | Datei hochladen | Schloss und Kapelle Weidenburg HERIS-ID: 24094 Objekt-ID: 20467seit 2012                     | Weidenburg 4 Standort KG: Würmlach              | Das kubische dreigeschoßig Schloss mit sechsachsiger Hauptfassade, fünfachsigen Seitenfassaden und mit hohem Walmdach wurde Mitte des 16. Jahrhunderts errichtet und hat eine tonnengewölbte Eingangshalle. An der Ostseite des Schlosses ist eine Kapelle angebaut. Nach einem Brand 1933 wurde das Schloss bald wiederinstandgesetzt; die lange Zeit ruinöse Kapelle wurde hingegen erst 1994/95 wiederaufgebaut. | BDA-Hist.: Q1565566 Status: Bescheid Stand der BDA-Liste: 2025-06-30 Name: Schloss und Kapelle Weidenburg GstNr.: .85 Schloss Weidenburg                                                                    |
| ja   | Datei hochladen | Burgruine Weidenburg HERIS-ID: 24091 Objekt-ID: 20464                                        | westlich Weidenburg 21 Standort KG: Würmlach    | Die um 1200 errichtete Burg verlor durch die Errichtung des Schlosses im 16. Jahrhundert an Bedeutung und verfällt seit dem 18. Jahrhundert. Vom viergeschoßigen rechteckigen Palas und dem Bergfried sind teils bis zu zehn Meter hohe Mauern erhalten. | BDA-Hist.: Q1015573 Status: Bescheid Stand der BDA-Liste: 2025-06-30 Name: Burgruine Weidenburg GstNr.: 1539/3 Burgruine Weidenburg                                                                         |
| ja   | Datei hochladen | Schloss Weildegg HERIS-ID: 24093 Objekt-ID: 20466                                            | Würmlach 13 Standort KG: Würmlach               | Das im 16. Jahrhundert erbaute Renaissanceschloss ist ein dreigeschoßiger Bau mit runden Ecktürmen. Über den Eingangstoren befinden sich rundbogige Doppelfenster mit kleinen Säulen. In einem Saal sind mit der Jahreszahl 1648 bezeichnete Wappen-Wandmalereien. | BDA-Hist.: Q2244007 Status: Bescheid Stand der BDA-Liste: 2025-06-30 Name: Schloss Weildegg GstNr.: .14 Schloss Weildegg                                                                                    |
| ja   | Datei hochladen | Pfarrhof HERIS-ID: 24096 Objekt-ID: 20469                                                    | Würmlach 62 Standort KG: Würmlach               | | BDA-Hist.: Q37881749 Status: § 2a Stand der BDA-Liste: 2025-06-30 Name: Pfarrhof GstNr.: .18 Pfarrhof Würmlach                                                                                              |
| ja   | Datei hochladen | Kath. Pfarrkirche hll. Lambert und Georg HERIS-ID: 24092 Objekt-ID: 20465                    | Standort KG: Würmlach                           | Der einfache spätgotische Bau war zunächst die Kapelle des Schlosses Weildegg und wurde 1770 ausgebaut und zu einer Pfarrkirche umgestaltet. 1957 legte man an der Chorschlusswand ein Wandgemälde (Kreuzigung) aus der Bauzeit, also von Anfang des 16. Jahrhunderts, frei. Bei einer Innenrestaurierung 1993 rekonstruierte man die spätgotische Architekturpolychromie. Das Sterngewölbe aus Schlingrippen im Chor ähnelt jenem der Pfarrkirche Kötschach. Zur Einrichtung zählen Kanzel, Betstühle und Orgel im neugotischen Stil. | BDA-Hist.: Q2083294 Status: § 2a Stand der BDA-Liste: 2025-06-30 Name: Kath. Pfarrkirche hll. Lambert und Georg GstNr.: .17/1 Pfarrkirche Würmlach                                                          |